# Sijamski borac
Sijamski borac (lat. Betta splendens) je slatkovodna riba iz porodice guramija. Najpoznatija je i najraširenija riba iz roda Betta, riba koje porijeklo vuku iz sporotekućih i stajaćih voda Jugoistočne Azije. Popularna je među akvaristima zbog intenzivnih boja i velastih mužjakovih peraja.

## Izgled i ponašanje
Divlji sijamski borci pokazuju jake boje tijela i peraja jedino kada su razdražene od strane druge ribe, ali su uzgajivači pažljivim odabirom i križanjem uspjeli te boje i sačuvati. Mužjakove peraje su duže od ženkinih i intenzivnije obojene. Boja tijela i peraja može biti jarkocrvena, ljubičasta, plava, tirkizna, zelena, blijedoružićasta, bijela te rjeđe i tamnosiva. Uzgajivači su uspjeli razviti ove boje i kod ženki, ali one nikada ne razvije duga, velaste peraje kojima se mužjaci razmeću.
Bette su, kao i sve labirintovke, pored škržnog aparata razvile još jedan karakteristični nadškržni organ - labirinit. Labirint je smješten u šupljinama gornjih kostiju ždrijela i svojom stražnjom stranom naliježe na prednji dio ribljeg mjehura, koji također služi za disanje. Razvitak ovog organa potakao je nedostatak kisika u vodama iz kojeg su dvodihalice potekle, te sušni mjeseci koje su bette provodile u blatu, isturenih usta primajući kisik iz zraka. One u akvariju i pored velikih količina kisika i dalje zahtijevaju kisik iz zraka, pa u intervalima od nekoliko minuta izlaze na površini vode i "gutaju" zrak.
U prirodi se hrane životinjskim planktonom, ličinkama komaraca i drugim kukcima.
Sijamski borci su, kako im i samo ime kaže, vrlo temperamentne i netrpeljive ribe. U Tajlandu, njihovoj domovini, često su bile priređivane borbe ovih riba, poput borbi pijetlova. U prirodi se one ne bore do smrti, poraženi mužjak se povlači u zaklon. U zatvorenim prostorima kao što su akvariji, potlačena riba se nema gdje sakriti, pa će jači mužjak svako njeno pojavljivanje shvatiti kao provokaciju, te je na kraju i ubiti. Ženke su obično manje agresivne, ali ni borbene ženke nisu izuzetak. Sijamski borci će agresivno reagirati i na svoj odraz u ogledalu, šireći peraje i škrge, te udarajući u staklo.

## Uzgoj u akvariju
Sijamski borci nisu zahtjevni po pitanju veličine akvarija, jer i u prirodi opstaju u malim količinama vode. Za normalan život potrebno im je barem 20 litara vode srednje tvrdoće, s temperaturom od 24 do 26 °C. Zbog potrebe za kisikom iz zraka, visina akvarija ne bi trebala prelaziti 15 cm. Akvarij bi trebao posjedovati poklopac (ne hermetički, naravno), zbog tendencije boraca da iskaču iz njega. Sijamski borci se najbolje osjećaju u gusto zasađenim akvarijima, jer se vole skrivati u vodenom bilju.
Borci su mesojedi koji plijen vrebaju na površini vode. U akvariju prihvaćaju sušenu, smrznutu i živu hranu u obliku sitno isjeckanih kišnih glista, vodenbuha, račića i bloodwormsa. Borci koji se hrane raznovrsnom živom hranom pokazuju ljepše i intenzivnije boje, a izgriženea peraje im brže zacjeljuju. Prosječni životni vijek ove ribe je tri godine, a ovisno od toga kako se riba hrani i koliko često se mrijesti (matične ribe obično žive kraće) može živjeti i šest godina.
Ribe podobne za zajednički život s borcima nikako nisu ribe dugih peraja, kao što su gupi ribe, jer će borci u njima vidjeti konkurenciju. Nije ih poželjno držati ni s ribama koje vole grickati duga peraja, a u tu kategoriju spadaju tetrazone. U akvariju je nemoguće držati dva mužjaka, osim ako su odvojena pregradnim staklom. Ženke su manje agresivne i moguće je držati više jedinki u istom akvariju. Mužjaci su nasrtljivi i prema ženkama, pa je ženki potrebno omogućiti zaklon kako je mužjak ne bi ubio. Iz istog razloga, ako želimo držati mužjaka i ženke zajedno, poželjan je omjer 1:4 u korist ženki.

## Razmnožavanje
Razmnožavanje sijamskih boraca slično je onom ostalih dvodihalica. Osnovni preduvjet je uparenost mužjaka i ženke, bez koje je ženka vrlo vjerojatno osuđena na smrt. Ženki se moraju omogućiti i mjesta za skrivanje, koja će poslužiti da se ženka skloni od mužjaka po završetku mriještenja. Ako su mužjak i ženka upareni, on će početi s gradnjom pjenastog gnijezda na površini vode. U toj fazi mriještenja od pomoći su mu plutajuće biljke, koje održavaju stabilnost gnijezda. Zbog gnijezda površina vode mora biti potpuno mirna, pa u slučaju mriještenja u akvariju, za mrijesni akvarij najbolje koristiti spužvaste filtre. Gradnja gnijezda može trajati cijeli dan.
Po završetku izgradnje gnijezda, spolno zrela ženka će doći ispod njega. Mužjak je tada obuhvaća svojim dugačkim perajama i par počinje drhtati. U tom položaju ženka izbacuje ikru koju mužjak odmah oplođuje. Ikra lagano pada na dno, a mužjak je zatim nježno sakuplja ustima i ubacuje u načinjeno gnijezdo, te iz usta doda još pjene kako bi ikra ostala zatvorena u gnijezdu. Ovaj se postupak ponavlja i do desetak puta, nakon čega je mriještenje završeno. Odmah po završetku mriještenja ženka se mora udaljiti, jer bi je, zbog njene tendencije da jede ikru, mužjak mogao ubiti. Ženka je ponovo spremna za mriještenje nakon dva tjedna.
Mužjak tada preuzima brigu o ikri. Njegov je zadatak da pokupi ikru koja ispada i vrati je u gnijezdo, te da i njega popravlja i nadograđuje. Inkubacija ikre traje otprilike 36 sati, nakon čega se iz jajašaca izvaljuju ličinke. Tri do četiri dana nakon izlijeganja ličinke proplivaju i mužjakova briga za mlade završava. Kako proplivalim mladuncima gnijezdo više nije potrebno, a nema mužjaka da ga održava, ono će se polako početi raspadati.